# 유기 (효절후)
유기(劉起, ? ~ 기원전 80년)는 전한 중기 ~ 후기의 제후로, 조경숙왕의 아들이다.

## 생애
정화 원년(기원전 92년), 효후(猇侯)에 봉해졌다.
효절후 13년(기원전 80년)에 죽으니 시호를 절이라 하였고, 작위는 아들 유충국이 이었다.

## 출전
- 반고, 《한서》 권15상 왕자후표 上

| 선대 (첫 봉건) | 전한의 효후 기원전 92년 ~ 기원전 80년 | 후대 아들 효이후 유충국 |